# Centrothele coalston
Centrothele coalston là một loài nhện trong họ Lamponidae. Loài này được phát hiện ở Queensland.